# Eugenie Scott
Eugénie Carol Scott, née le 24 octobre 1945, est une spécialiste américaine d'anthropologue physique.
Elle est l'une des opposantes les plus affirmées à l'enseignement des théories créationniste et du dessein intelligent dans les écoles.

## Biographie
Eugenie Scott est ancienne professeure d'université. De 1987 à 2013, Scott a été directrice de la National Center for Science Education, une organisation de défense de l'enseignement de l'évolution et du changement climatique à l'école publique. Elle a aussi été présidente de l’American Association of Physical Anthropologists de 2002 à 2004.
Ses domaines de prédilection sont l'anthropologie médicale et la biologie du squelette de l'homme.
Elle est connue comme une défenseure affirmée de la séparation de l'Église et de l'État.
Elle est à l'origine de l'expression « gish gallop », utilisée pour caractériser la rhétorique du créationniste Duane Gish consistant à noyer son adversaire sous une quantité d'arguments non pertinents.

## Honneur
L'astéroïde (249540) Eugeniescott est nommé en son honneur.